# Al-Duhail SC
L'Al-Duhail Sports Club (àrab: نادي الدحيل الرياضي, Nādī ad-Duḥayl ar-Riyāḍī, ‘Club Esportiu d'ad-Duhayl'), anteriorment Lekhwiya SC) és un club qatarià de futbol de la ciutat de Doha, al districte de Duhail.

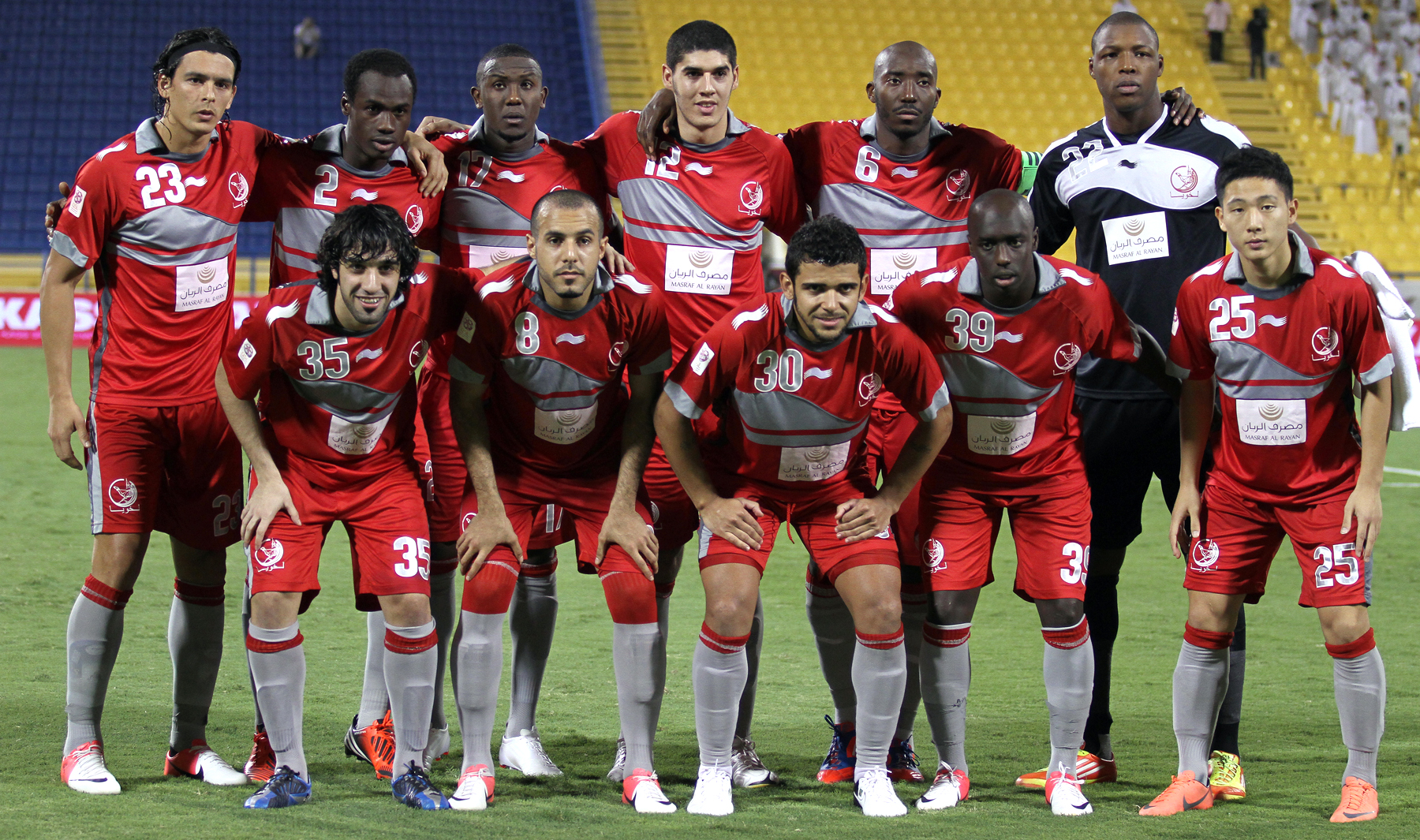
Lekhwiya SC.

Es fundà amb el nom Al-Shorta Doha i el 2009 esdevingué Lekhwiya SC. L'abril de 2017 es fusionà amb El Jaish SC i es convertí en Al-Duhail Sports Club.

## Palmarès
- Lliga qatariana de futbol:[4]

2010-11, 2011-12, 2013-14, 2014-15, 2016-17, 2017-18, 2019-20, 2022-23
- Copa de l'Emir de Qatar:[5]

2016, 2018, 2019
- Copa Príncep de la Corona de Qatar:[5]

2013, 2015, 2018
- Copa del Xeic Jassem de Qatar:[5]

2015, 2016
- Segona Divisió:

2009-10